# Clupeidae
Famille
Sous-familles de rang inférieur
- Dussumieriinae (sous-famille)
- Clupeinae (sous-famille)
- Alosinae (sous-famille)
- Pellonulinae (sous-famille)
- Dorosomatinae (sous-famille)

Les Clupéidés (Clupeidae) sont une famille de poissons marins de l'ordre des Clupeiformes. Elle comprend certains des poissons les plus consommés dans le monde.

## Liste des genres
Un certain nombre de genres autrefois admis dans la famille sont actuellement placés dans d'autres familles : les Alosidae, Dorosomatidae et Ehiravidae.
Selon World Register of Marine Species (18 novembre 2023) :
- genre Clupea Linnaeus, 1758
- genre Ethmidium Thompson, 1916
- genre Hyperlophus Ogilby, 1892
- genre Pliosteostoma Norman, 1923
- genre Potamalosa Ogilby, 1897
- genre Ramnogaster Whitehead, 1965
- genre Sprattus Girgensohn, 1846
- genre Strangomera Whitehead, 1965

Selon Paleobiology Database (13 mars 2019) :
- genre † Bolcaichthys Marramà et Carnevale[3], 2015
- genre † Trollichthys Marramà et Carnevale[4], 2015
- genre † Eoalosa Marramà et Carnevale[5], 2018.

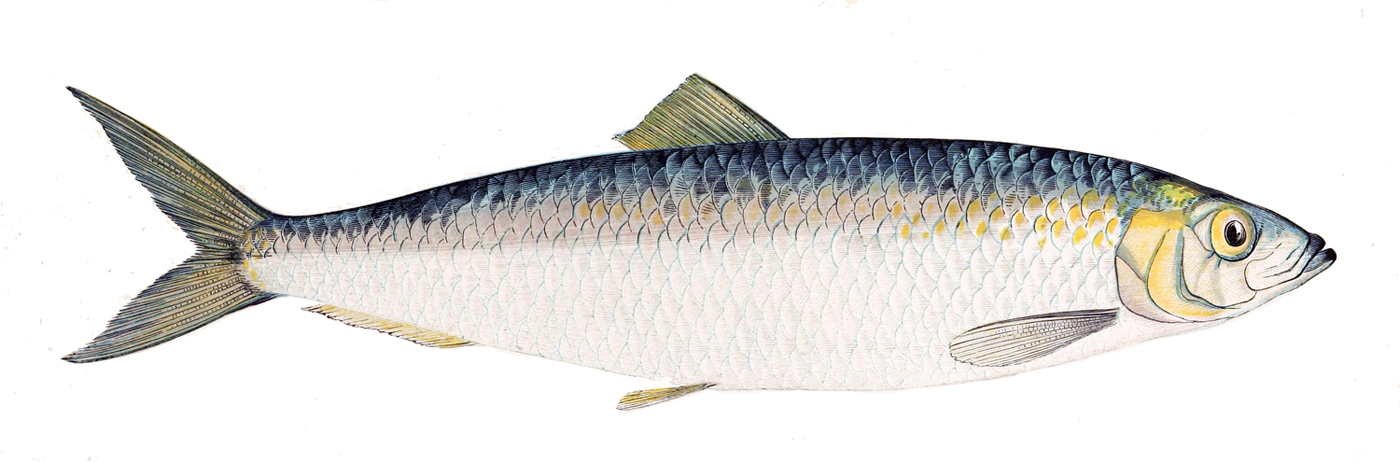
Clupea harengus
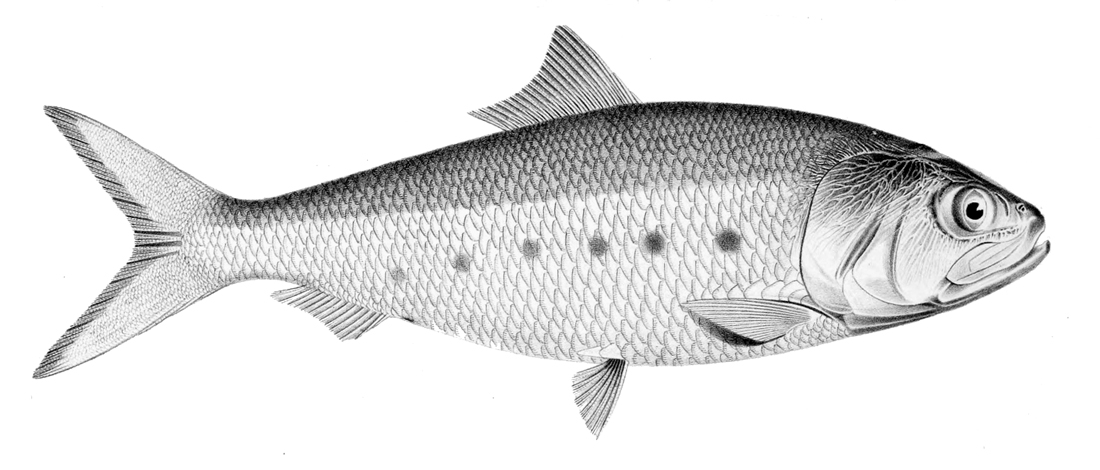
Ethmidium maculatum
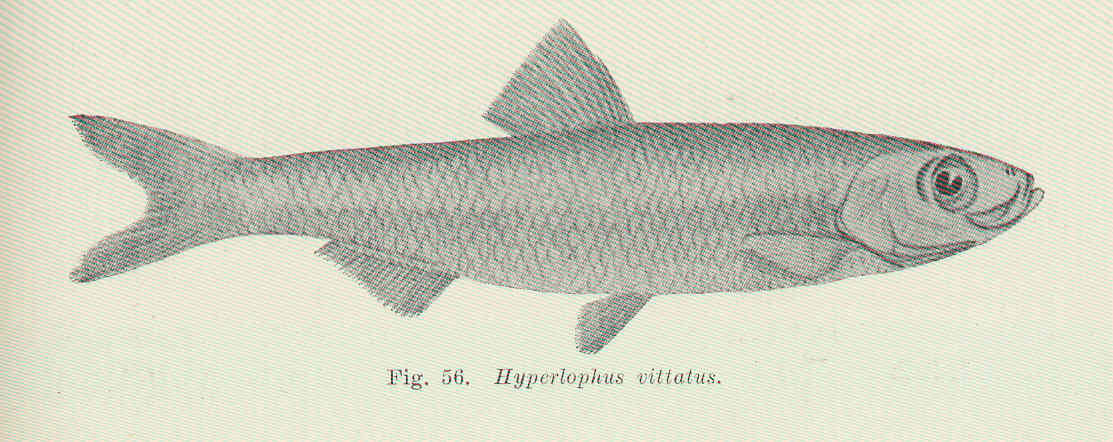
Hyperlophus vittatus
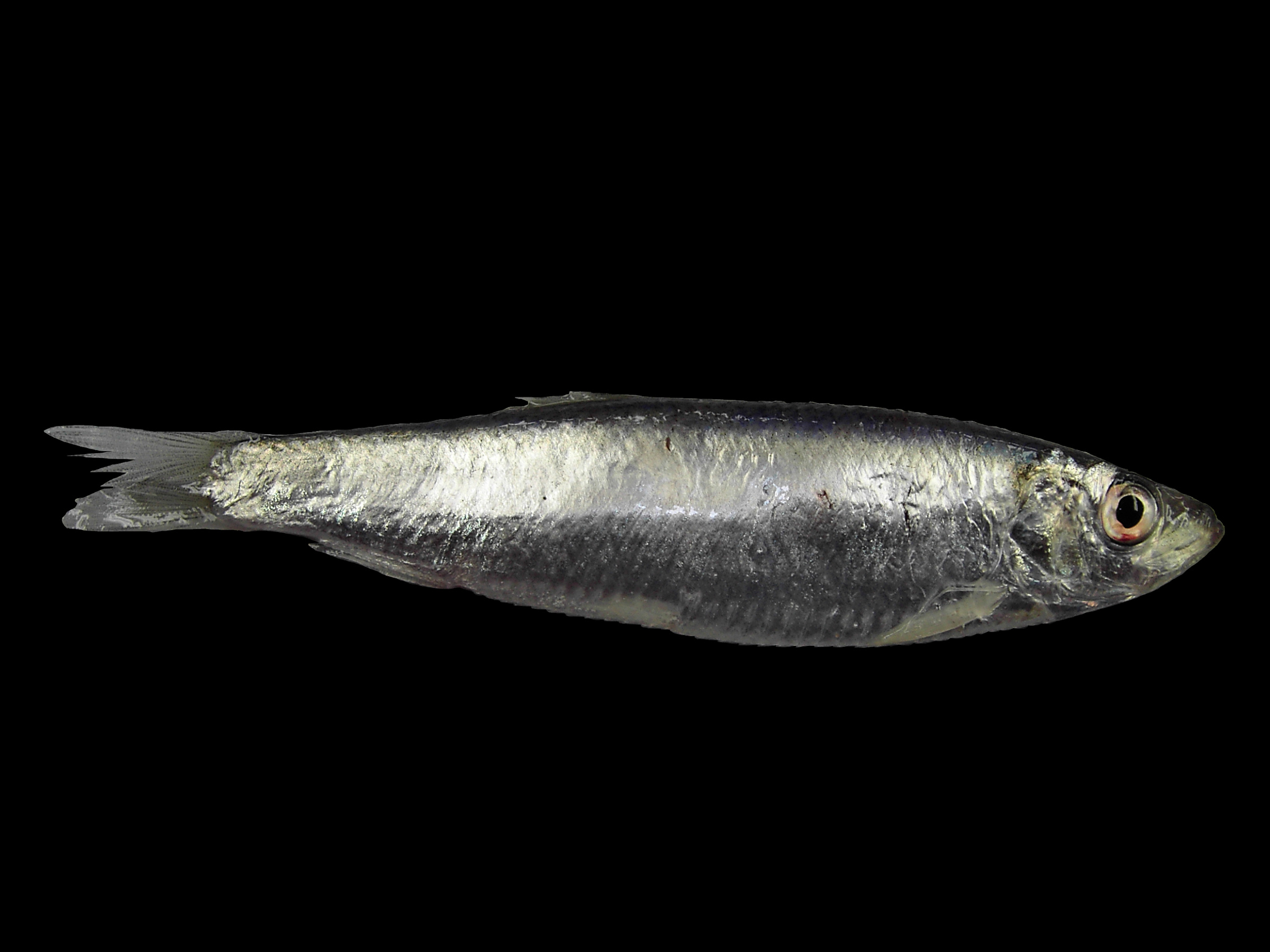
Sprattus sprattus

Quelques espèces importantes :
- hareng de l'Atlantique — Clupea harengus
- hareng de la Baltique — Clupea harengus membras
- hareng du Pacifique, ou hareng de Pallas — Clupea pallasii